# Kwun Cham Wan
Kwun Cham Wan (kinesiska: 罐杉環, 罐杉环) är en ö i Hongkong (Kina). Den ligger i den nordöstra delen av Hongkong.